# Maja Kristine Jåma
Maja Kristine Jåma, född 8 juli 1993, är en norsk samepolitiker som från 2021 är ledamot av Sametinget och Sametingets råd. Hon bor i Snåsa, representerar Norgga Sámiid Riikkasearvi/Norske Samers Riksforbund (NSR) och har blivit invald för den sydsamiska valkretsen.

## Politiskt arbete
När hon valdes in i Sametinget hösten 2021 hade hon under flera år engagerat sig i kampen för samernas rättigheter och framför allt i motståndet mot byggandet av vindkraftverk i sydsamiska renbetesområden. För detta engagemang nominerades hon 2021 till tidningen Dagens Næringslivs pris "Årets ledare".
Från den 1 augusti 2020 tills hon blev invald i Sametinget den 20 oktober 2021 var Jåma politisk rådgivare till Sametingsrådet.

## Utbildning och yrkesliv
Jåma är utbildad biträdande professor och undervisade i samiska och matematik innan hon gick med i Sametinget.[4] Hon gifte sig med Niillas Holmberg 2024.